# Bola de futebol
Bola de futebol é usada para a prática do futebol nas suas diversas variações. Normalmente é fabricada em couro sintético, e consiste de várias camadas que são revestidas com uma cobertura à prova d’água. É um dos principais ícones do esporte, sendo universalmente reconhecida como seu símbolo.
Estima-se que sejam produzidas anualmente 40 milhões de bolas de futebol no mundo, número que sobe para 60 milhões em anos de Copa do Mundo de futebol.

## Histórico

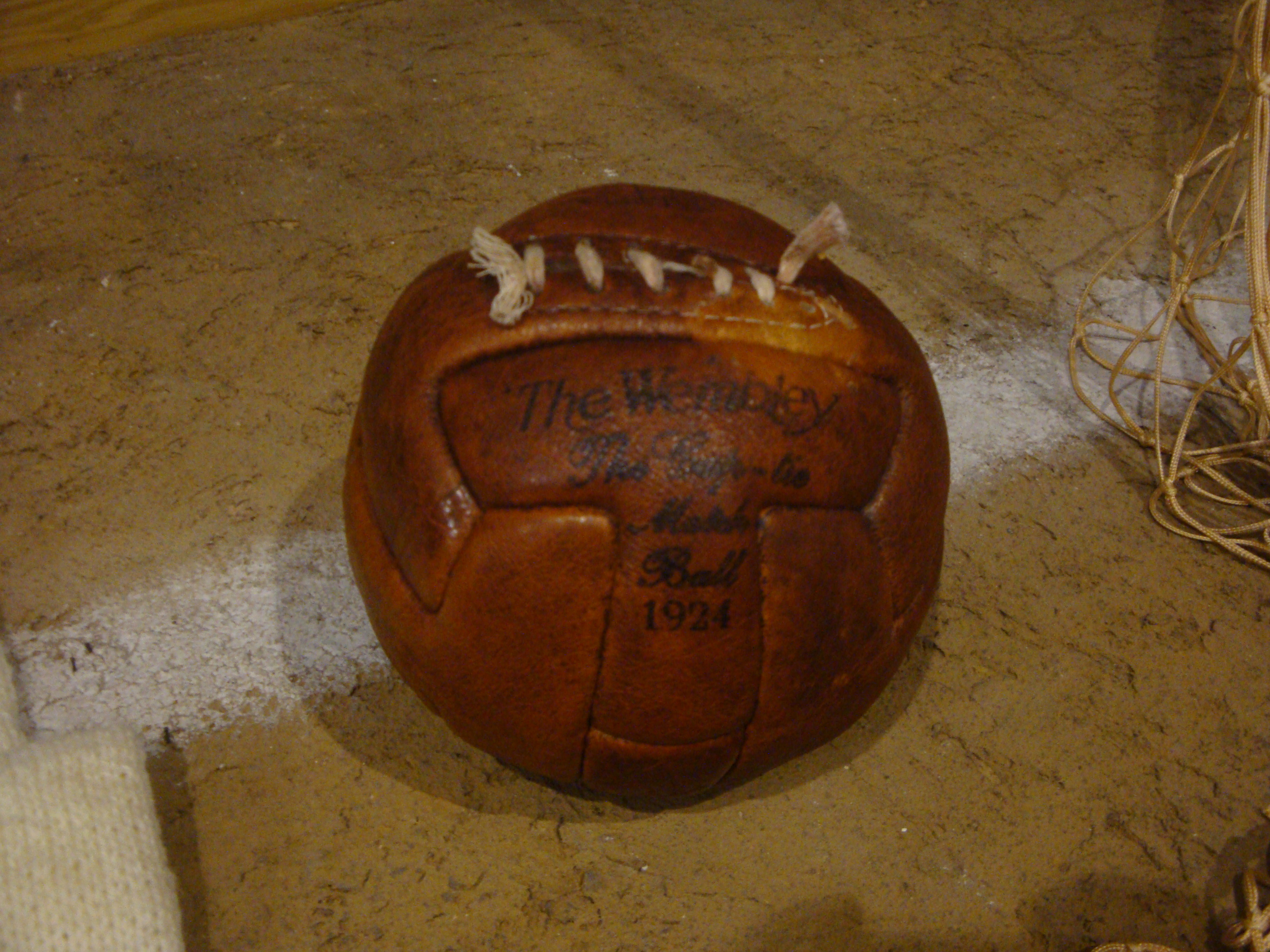
Bola de futebol de couro fabricada em 1924, exposta no Museu do Sevilla Fútbol Club, na Espanha.

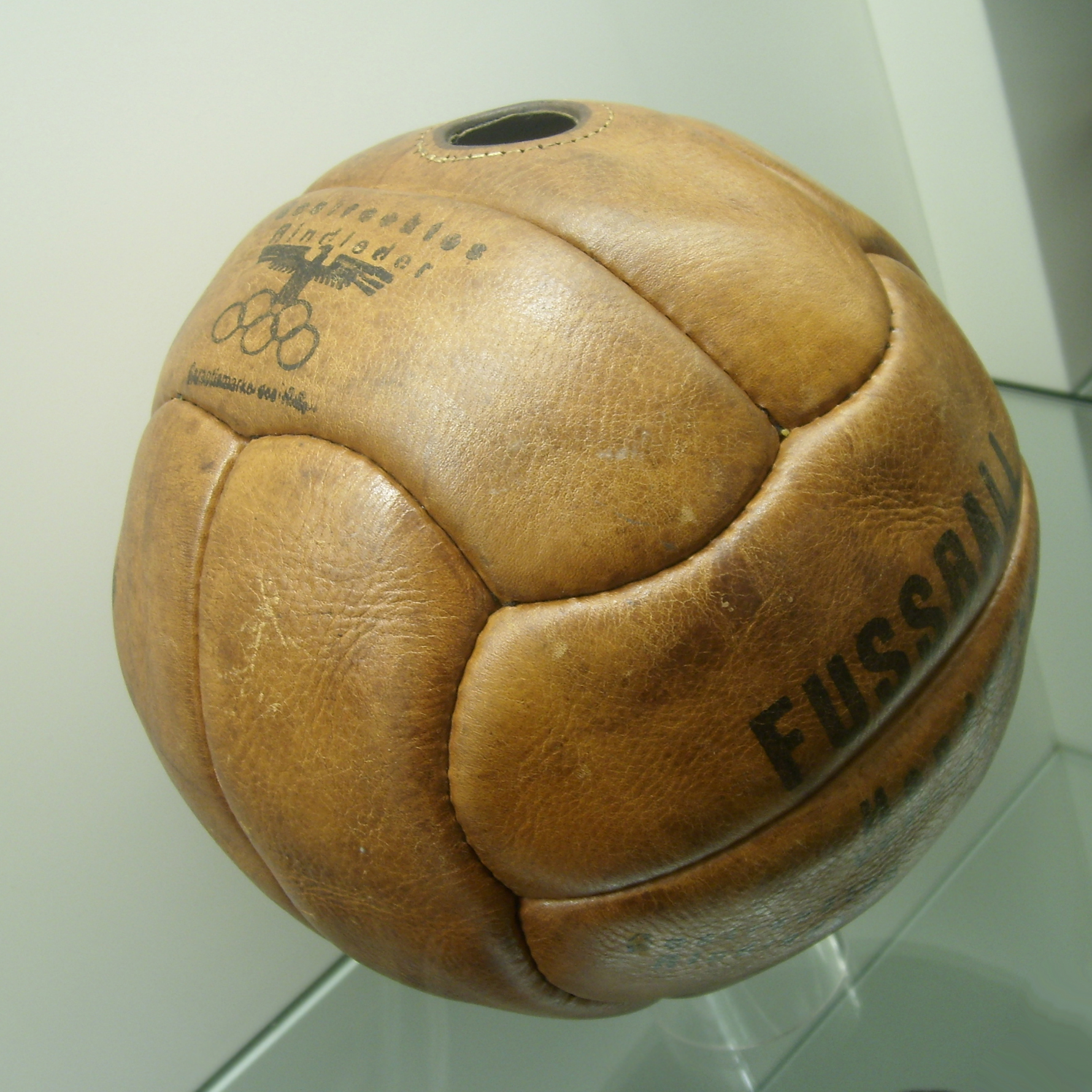
Bola de futebol de couro fabricada em 1935 para o torneio de futebol dos Jogos Olímpicos de 1936.

Em 1863, as primeiras especificações para a bola de futebol foram estabelecidas pela The Football Association. Antes disso, as bolas eram feitas de couro inflado, com revestimentos de couro inseridos mais tarde para ajudar a manter as suas formas. Em 1872, as especificações foram revistas, e essas regras permaneceram praticamente inalteradas, tal como definidos pela International Football Association Board. As diferenças das bolas criadas desde que esta regra entrou em vigor têm sido a de fazê-la com materiais diferentes, bem como das estampas impressas em sua superfície.
As bolas passaram por uma mudança dramática ao longo do tempo. Durante a época medieval, as bolas eram feitas normalmente de um invólucro exterior de couro cheia de aparas de cortiça. Outro método de produção era usar bexigas de animais para a parte interior da bola tornando-a inflável. No entanto, estes dois estilos deixavam as bolas mais fáceis de furar, além de não serem muito adequadas para chutar, permanecendo assim até o século XIX, momento onde as bolas foram aprimoradas tornando-se mais parecidas com as bolas de futebol de hoje.

### Vulcanização
Em 1838, Charles Goodyear introduziu o uso de borracha e suas descobertas da Vulcanização. A aplicação desta inovação às bolas melhorou consideravelmente as mesmas. É o tratamento de vulcanização da borracha que confere à bola certas qualidades como resistência, elasticidade e resistência aos solventes, além de ajudar a resistir ao calor e frio moderados. A vulcanização ajudou a criar bexigas infláveis que pressionavam o painel externo de couro das bolas. A inovação de Charles Goodyear aumentou as possibilidades de uso ao tornar mais fácil o ato de chutar a bola. A maioria das bolas da época tinha couro curtido com dezoito seções emendadas. Estes foram dispostos em seis painéis de três faixas cada uma.

### Razões para as melhorias
Durante a primeira década do século XX as bolas de futebol eram feitos de borracha e couro, que eram perfeitas para bater e chutar. No entanto, cabecear a bola era uma experiência dolorosa. Esse problema era mais comum quando chovia durante o jogo, pois o couro absorvia a água da chuva, chegando a causar machucados na cabeça. Outro problema era que as bolas deterioravam-se muito rápido. Devido à qualidade do couro, as bolas variavam em espessura e qualidade, por vezes, piorando durante a partida.

### Desenvolvimento atual

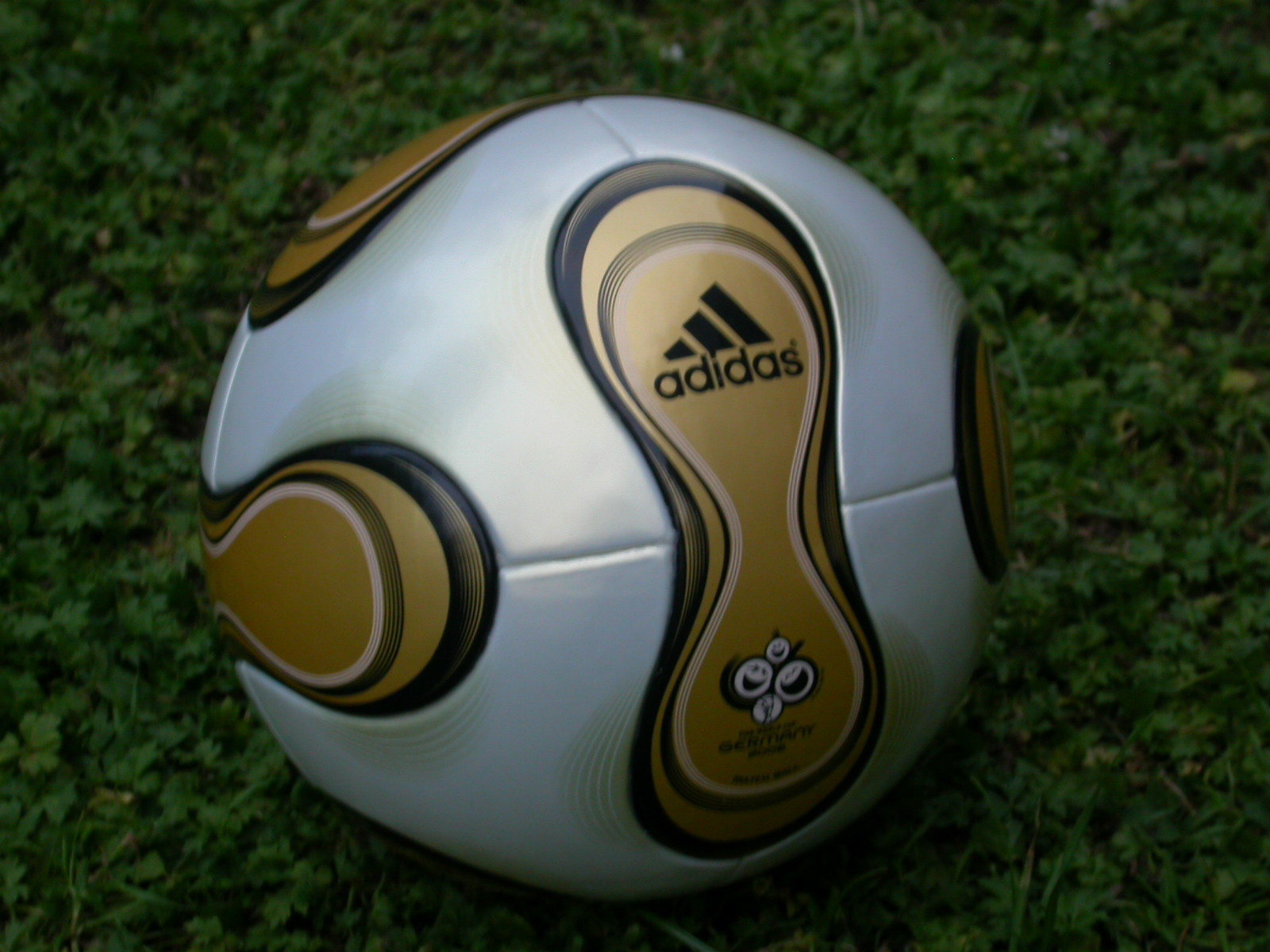
Adidas Teamgeist Berlin, bola usada na final da Copa do Mundo FIFA de 2006, na Alemanha.

Um dos elementos das bolas atuais que são testadas é a deformação quando é chutada, ou quando atinge uma superfície. Dois estilos de bolas de futebol foram testados pelo Sports Technology Research Group da Wolfson School of Mechanical and Manufacturing Engineering na Universidade de Loughborough. Estes dois modelos foram chamados de Basic FE model (modelo FE básico, na língua portuguesa) e o Developed FE model (modelo FE desenvolvido, na língua portuguesa). O básico um modelo que considerou a bola como um escudo esférico com propriedades de material isotrópico. O modelo desenvolvido utilizou também as propriedades isotrópicas do material, mas incluiu uma emenda adicional região de costura mais reforçada. O resultado foi que a Developed FE model resistiu melhor à deformação do que a Basic FE. Model assegurando que a bola de futebol continuará a desenvolver-se ainda no presente.

### Método de produção na atualidade
Quase todas as bolas de futebol fabricadas atualmente são feitas de couro sintético, pois sua espessura varia muito menos do que a do couro natural. Normalmente, uma bola consiste em várias camadas de material que são revestidas com uma cobertura à prova d’água. As camadas são impressas e cortadas em gomos de diversas formas, normalmente pentágonos ou hexágonos, e também retângulos ou outras formas, que são costuradas juntas para formar a bola. As bolas são finalizadas, tradicionalmente, à mão por costureiros habilidosos, apesar de que, cada vez mais, bolas são produzidas por máquinas. Leva-se cerca de quatro horas para se produzir uma bola costurada à mão com entre 1.400 e 2.000 pontos. A bola é costurada de dentro para fora. Antes da última peça ser costurada, a bola é virada do lado avesso, a válvula de borracha é inserida e o último ponto é dado, usando uma ferramenta curva especial. Isso permite que os costureiros puxem os fios de dentro da bola para garantir um acabamento liso perfeito.

### Desenvolvimentos futuros
Empresas como a Mitre Sports International, Adidas, Nike e Puma AG estão lançando bolas feitas de novos materiais que prometem voos mais precisos e maior poder de transferência da força do chute para a bola.

## Características e medidas

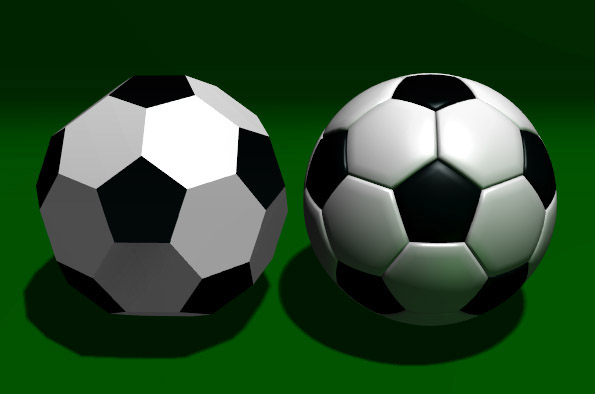
Um icosaedro truncado confrontado com uma bola de futebol moderna.

As características estão determinadas pela regra número dois do futebol que determina que a bola de jogo deve ser esférica, construída de couro ou outro material adequado, com perímetro não superior a 70 cm e não inferior a 68 cm, peso não superior a 450 g e não inferior a 410 g, no começo da partida, e pressão equivalente a 0,6 – 1,1 atmosfera (600 – 1100 g/cm²) ao nível do mar.

### Uso da bola substituição das defeituosas
Segundo as regras oficiais, A bola não poderá ser trocada durante a partida sem a autorização do árbitro, bem como não pode ser substituída durante o jogo sem a autorização do mesmo. Para a substituição da bola, duas situações são previstas, são elas:
- 1° Caso: Se a bola estourar ou sofrer algum dano, como deformação, no decorrer do jogo, dever-se-á interromper o mesmo, e só recomeçar, com uma bola com as condições adequadas. A partida deve ser reiniciada com a bola no nível do solo no local em que se encontrava a primeira no momento em que se ocorreu o dano. Quando a interrupção ocorrer dentro da área de meta (grande área), no retorno do jogo, o árbitro deve deixar a bola cair no solo sobre a linha da área da grande área paralela à linha de meta, no ponto mais próximo do local em que a bola original se encontrava quando o jogo foi interrompido.
- 2° Caso: Se o dano ocorrer quando a bola não está em jogo antes da execução dum pontapé de saída, baliza, canto, livre, tiro penal ou lançamento da linha lateral, o jogo reinicia do lance onde foi paralisado.

### Outras decisões
Além as particularizações da “regra n° 2” explicitadas no regulamento, a FIFA estabeleceu mais duas decisões no que se refere às bolas:
1. Decisão 1: A admissão de uma bola para partidas de uma competição oficial, organizada pela FIFA ou pelas confederações que a compõe, é exigido que a bola contenha pelo menos um dos três seguintes logot
2. "FIFA INSPECTED" – indica que a mesma passou por uma inspeção e que atende às inspeções técnicas;
3. "INTERNATIONAL MATCHBALL STANDARD" – indica que trata-se de um padrão internacional de uso.

A lista de especificações adicionais, bem como as características de cada um dos logotipos, deverá ser aprovada pelo International Football Association Board (IFAB). Os institutos que realizam os testes estão, por sua vez, dependentes da aprovação da FIFA.
- Decisão 2: Nas partidas de competições da FIFA e a cargo das Confederações e das Associações Nacionais, está proibida qualquer publicidade comercial na bola, com exceção dos emblemas da competição, do organizador da competição e da marca autorizada do fabricante. O regulamento da competição pode restringir o tamanho e o número dessas marcas.

## Bolas usadas em competições oficiais
Inicialmente, as bolas eram fabricadas de forma artesanal. Só a partir dos anos de 1960 passou-se a dar maior importância às bolas das competições oficiais.

### Copa do mundo de futebol
Dezenas de modelos de bolas de futebol foram usadas em cada edição da Copa do Mundo FIFA. As bolas das primeiras edições eram em tons de marrom, revestidas por doze (ou mais) gomos em couro natural, fabricadas por fornecedores locais. Inicialmente, a câmara de ar era inserida por uma abertura, fechada posteriormente por uma costura externa. Com o passar dos anos, foram surgindo diversas melhorias nos materiais e nas técnicas de fabricação. A partir de 1970, a empresa alemã Adidas passou a fornecer as bolas usadas oficialmente na Copa, tendo fornecido desde então bolas para onze edições da Copas do Mundo (1970, 1974, 1978, 1982, 1986, 1990, 1994, 1998, 2002, 2006 e 2010).
Abaixo está uma tabela que resume as bolas oficiais Copa do Mundo a partir de 1930.
| Edição | Bola oficial                 | Produtor  | Imagem | Descrição |
| ------ | ---------------------------- | --------- | ------ | --- |
| 1930   | Modelo T, Tiento             |           |        | A bola usada na copa de 1930 era composta por uma montagem de 12 peças. Antes da final entre Argentina e Uruguai, houve divergências quanto à bola a ser utilizada, uma vez nenhuma seleção abria mão de utilizar sua própria bola: o modelo argentino (Tiento) era ligeiramente menor e mais leve que o uruguaio (Modelo-T). A bola dos anfitriões, o Uruguai, supostamente era um pouco maior que a da Argentina, mas, dado que a circunferência da bola sempre foi entre 68 e 70 cm, a diferença dificilmente era perceptível. No final, a única forma para resolver o impasse foi que os times concordassem em usar cada bola em um dos tempos do jogo. Assim, através de sorteio, decidiu-se utilizar um modelo em cada tempo. O primeiro tempo foi jogado com a bola da Argentina, que venceu por 2 a 1. No segundo tempo, o Uruguai venceu por 3 a 2, jogando com sua bola, terminando com o placar de 4 a 2 para o Uruguai, o campeão da Copa do Mundo de 1930. |
| 1934   | Federale 102                 |           |        | O modelo de couro e doze gomos foi utilizado nas quartas-de-final da Copa de 1934, sediada na Itália. Na segunda Copa do Mundo FIFA os anfitriões, a Itália, jogou contra a Tchecoslováquia a partida final. A oito minutos do final do jogo, os tchecos ganhavam de 1-0 quando Raimundo Orsi, da Itália, recebendo a bola de Guaita, correu através da defesa Tcheca, dissimulando com seu pé esquerdo, mas chutando com seu direito. A bola desviou fantasticamente por alguma razão e passou como uma onda pelo goleiro estirado para dentro da rede. A Itália marcou outro gol no tempo adicional e venceu a competição. No dia seguinte, Orsi tentou 20 vezes com o gol vazio repetir seu truque da curvatura da bola para os fotógrafos e falhou. É possível que possa ter ficado levemente torta no final da partida, o que pode ter sido a causa do desvio, mais do que apenas a habilidade de Orsi. |
| 1938   | Allen                        |           |        | Similar às bolas das Copas anteriores, também foi usada nas quartas-de-final, entre Itália e França. Como nas duas Finais anteriores, as bolas usadas tinham 12 gomos. sua cor, porém era mais escura que suas antecessoras porque teriam sido produzidas couro marrom originado de fornecedores locais. |
| 1950   | Super Duplo T                |           |        | Foi considerada bastante inovadora na época por ser a primeira bola a ter um câmara inflada como as bolas modernas, com válvula para enchimento, dispensando desta forma a costura externa. Assim como a bola usada na Copa de 1930, este modelo possuía 12 gomos com bordas arredondadas, que tornavam a costura interna mais confiável, por criar menos tensão. Novamente, as bolas usadas nas finais foram feitas por fabricantes locais. |
| 1954   | Swiss WC Match Ball          |           |        | A Swiss WC Match Ball, de 18 gomos, do jogo final entre Alemanha Ocidental e Hungria, inaugurou a era das bolas com dimensões padronizadas pela FIFA. A bola de 18 gomos fez sua primeira aparição nesta edição da Copa FIFA e foi usada, de várias formas, até 1966. |
| 1958   | Top Star                     |           |        | O modelo Top Star foi escolhido oficialmente pela FIFA após um teste com quase cem modelos em uma quadra de Estocolmo. Também com 18 gomos possuía uma costura em zigue-zague, diminuindo a tensão aplicada pela pressão interna. |
| 1962   | Mr. Crack                    |           |        | A bola fornecida localmente para a Copa do Chile recebeu a alcunha de Mr. Crack. As bolas de futebol usadas no Chile na Copa do Mundo FIFA de 1962 não correspondiam às do padrão europeu. No período das chuvas elas absorviam água e encharcavam, e, no sol, perdiam sua cor. De fato, antes do chute inicial, bem no início da partida entre Chile e Suíça, o árbitro inglês Ken Aston pediu para ver as cinco bolas que seriam usadas no jogo. Ele ficou tão horrorizado com as péssimas condições em que estavam, inclusive descascadas, que pediu uma bola nova que chegou somente aos dez minutos do segundo tempo. Assim, várias bolas européias foram usadas como substitutas das marcas locais em muitas das partidas restantes. |
| 1966   | Challenge 4-Star             | Slazenger |        | Na Inglaterra, foi utilizada a bola Challenge 4-Star, fabricada por Slazenger, então A Chalenge 4-Star, com 24 gomos, do fabricante inglês Slazenger, localizado em Dewsbury. Foi produzida como suas antecessoras, de couro, com o desenho do painéis colocados juntos e de forma alongadas. A bola usada na final tinha uma cor marrom-avermelhada. Foi escolhida após uma seleção entre amostras de diversos fabricantes convidados pela FIFA. |
| 1970   | Telstar                      | Adidas    |        | A Copa de 1970, no México, marcou a história das bolas de futebol. Escolhida pela FIFA como a fornecedora oficial de seus torneios oficiais, a empresa Adidas inspirou-se na estrutura das cúpulas geodésicas de Buckminster Fuller para obter a maior esfericidade possível, utilizando 32 gomos (12 pentágonos e 20 hexágonos) para formar um icosaedro truncado. Os pentágonos foram pintados na cor preta e os hexágonos na cor branca para facilitar a visualização da bola nas imagens de televisão, dado que a competição seria transmitida ao vivo em preto e branco. Esse design tornou-se o mais famoso de todos os tempos, sendo considerado o mais utilizado até os dias atuais. O nome, Telstar, deve-se à sua semelhança com o satélite homônimo, responsável pela transmissão dos jogos para a Europa. Foi também a primeira bola a receber um nome especialmente para a Copa do Mundo. |
| 1974   | Telstar Durlast              | Adidas    |        | Desenho idêntico ao da Adidas Telstar, usada na copa de 1970. |
| 1978   | Tango                        | Adidas    |        | Constou de 32 painéis bancos (12 pentágonos e 20 hexágonos) com padrão decorativo que criou um padrão de doze círculos iguais. Foi um projeto que permaneceu praticamente inalterado durante cinco Copas do Mundo sucessivas. Seu nome vem da mais tradicional e conhecidada dança argentina, o tango. |
| 1982   | Tango España                 | Adidas    |        | Desenho idêntico ao da bola Tango, usada na copa de 1978. Revestida com poliuretano e borracha, foi a primeira resistente à água, porém sua delicada costura necessitava reparos durante os jogos. A Tango foi a última bola genuinamente de couro usada em copas do mundo. Custava caro na época, fazendo com que fossem criadas muitas cópias. |
| 1986   | Azteca                       | Adidas    |        | Foi a primeira bola usada em um mundial feita inteiramente de material sintético. A decoração era feita por triângulos inspirados na arte asteca. O nome, vem da civilização pré-colombiana existente no México na chegada dos espanhóis no século XVI. |
| 1990   | Etrusco Unico                | Adidas    |        | Desenho também inspirado na bola tango de 1978, o diferencial estava no complexo desenho decorativo teve inspiração na arte etrusca: três leões etruscos decorando os vinte triângulos típicos da Tango. Possuía uma camada interna de espuma de poliuretano para torná-la mais leve e resistente, bem como uma camada de neoprene para torná-la impermeável. |
| 1994   | Questra                      | Adidas    |        | O nome deriva de uma antiga palavra inglesa que significa the quest for the stars ("a busca para as estrelas"). A bola possui três versões: a Questra Europa (para o Campeonato Europeu de Futebol de 1996, a primeira colorida, com representação de três leões e uma rosa, tradicionais símbolos ingleses; a Questra Olympia (para o futebol nos Jogos Olímpicos de Verão de 1996) e a Questra Apollo (para o Campeonato Espanhol de Futebol - 1996-1997). |
| 1998   | Tricolore                    | Adidas    |        | Foi a primeira bola multicolorida usada em uma copa do mundo. Seu desenho é semelhante ao da sua antecessora, A Questra, porém com as cores da bandeira da França (conhecida também como bandeira tricolor), que são azul, branco e vermelho. Além disso, nos triângulos havia galos, outro símbolo francês, em desenho estilizado. |
| 2002   | Fevernova                    | Adidas    |        | Ela apresenta um design que consiste em um triângulo cinza fronteira com o ouro, cada um coberto com a cabeça curvada por uma chama vermelha de fogo. Esta forma se assemelha a de um Shuriken. |
| 2006   | Teamgeist e Teamgeist Berlin | Adidas    |        | Teamgeist (cujo nome em Alemão significa "espírito de equipe”) é composta de 14 painéis curvos soldados (tornando-se um equivalente a um octaedro truncado), que aparece mais arredondada e mais precisos em trajetórias dos tiros dependendo de onde você chutou, sendo quase impermeável, em caso de chuva não afeta seu desempenho em um sensíveis. Em qualquer jogo da Copa do Mundo 2006 foi a impressão personalizada a sua superfície a data do jogo, o nome do estádio e do time. Para a final entre Itália e França, foi utilizado uma versão especial, chamada Teamgeist Berlin, que difere do padrão de obturações de ouro impressa na face. |
| 2010   | Jabulani                     | Adidas    |        | Jabulani (que na língua zulu quer dizer festejar) foi apresentada oficialmente em 4 de dezembro de 2009, durante o sorteio para as chaves do mundial de 2010. É formada por oito painéis termossoldados e dispostos de maneira esférica. Sua estampa é um motivo decorativo de onze cores (o número não é casual, e simboliza os onze jogadores de uma equipe, assim como as 11 língua oficiais do país anfitrião, no caso, a África do Sul) composto de 4 triângulos que recordavam vagamente o aspecto do FNB Stadium de Johannesburgo, onde foi disputada a final entre Holanda e Espanha, Além de cores do logotipo oficial do evento. Possui a Tecnologia grip 'Groove N', feita pela Adidas para permitir maior precisão no disparo e no controle de bola. Assim como na final do Mundial de 2006, foi usada uma versão especial, chamada Jo'bulani, cujo nome é derivado da junção de Jabulani e Jo'burg, forma abreviada com a qual é chamada a cidade de Johannesburgo, também conhecida como “a cidade do ouro” (não por acaso, a Jo'bulani é dourada, aou contrário da Jabulani). |

### Campeonato Europeu de Futebol

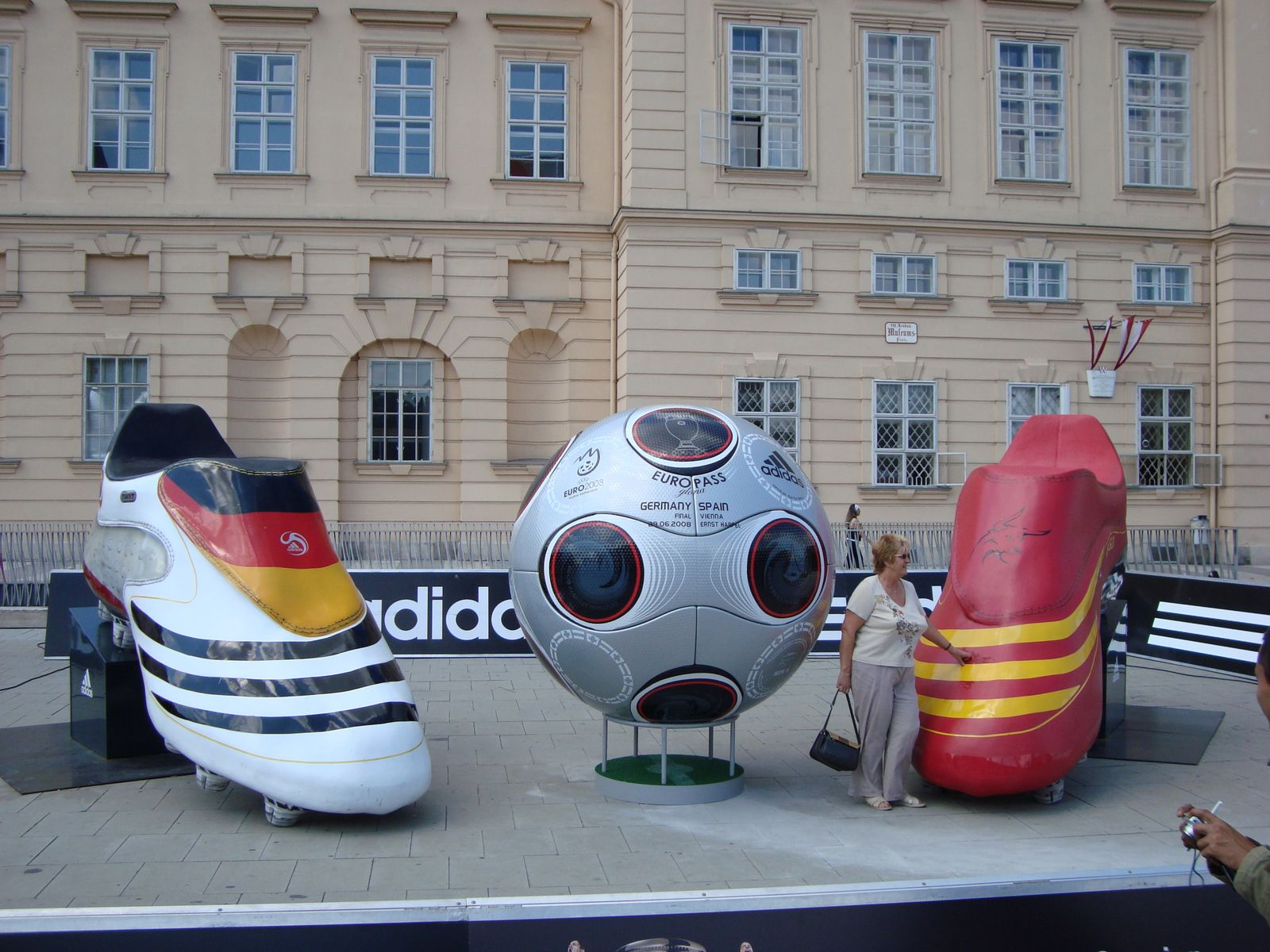
Uma reprodução da Europass gloria usada na final da Eurocopa de 2008 entre a Alemanha e a Espanha

Abaixo está uma tabela que resume as bolas oficiais do Campeonato europeu de Futebol desde a edição de 1980.
| Edição | Bola oficial               | Produtor | Imagem                                 | Descrição |
| ------ | -------------------------- | -------- | -------------------------------------- | --- |
| 1980   | Tango Italia               | Adidas   |                                        | Mesmas características da Adidas Tango |
| 1984   | Tango Mundial              | Adidas   |                                        | Mesmas características da Adidas Tango |
| 1988   | Tango Europa               | Adidas   |                                        | Mesmas características da Adidas Tango |
| 1992   | Etrusco Unico              | Adidas   |                                        | A mesma bola usada na Copa de 1990 |
| 1996   | Questra Europa             | Adidas   |                                        | Mesmas características da Adidas Questra |
| 2000   | Terrestra Silverstream     | Adidas   |                                        | Similar à Adidas Tricolore, mas com um desenho de triângulos mais tradicional. |
| 2004   | Roteiro                    | Adidas   |                                        | O nome é uma referência às grandes explorações marítimas portuguesas no século XV e no século XVI. Pela primeira vez em um torneio oficial, cada bola só foi personalizada para cada jogo, com o nome das equipes em campo, data, nome e outros detalhes do como o estádio como coordenadas terrestres. Foi também a primeira bola a ser feita com uma técnica de termosolda desenvolvida pela Adidas. |
| 2008   | Europass e Europass gloria | Adidas   | Ficheiro:Adidas Europass regular.jpg · | O nome tem vários significados: além de indicar a passagem da bola entre jogadores (pass, ou passe, em português), indica também a cooperação entre os dois países anfitriões, Áustria e Suíça, e entre os adeptos das equipas participantes na fase final. Assim como a + Teamgeist é composta por 14 painéis curvos soldados com calor e personalizados para cada data de local de jogo, as equipes em campo. Para a partida final foi feita uma versão especial, a Adidas europass Gloria, caracterizada do que o normal com a presença da imagem dentro do copo círculo preto acima do nome da di em que a bola em sua superfície. Uma versão mais colorida foi preparada para a Copa africana de Nações do mesmo ano. |

### Copa América de Futebol
Bolas da Copa América.
| Edição | Bola oficial     | Produtor | Imagem | Descrição |
| ------ | ---------------- | -------- | ------ | --------- |
| 2007   | Mercurial Veloci | Nike     |        |           |

### Campeonato Africano das Nações
Apenas a partir da edição de 2008 que o campeonato passou a ter uma bola oficial, no caso a Adidas Waba Aba.
| Edição | Bola oficial    | Produtor | Imagem | Descrição |
| ------ | --------------- | -------- | ------ | --- |
| 2008   | Waba Aba        | Adidas   |        | O estilo do desenho é semelhante ao da Teamgeist utilizada na Copa do Mundo FIFA de 2006, mas com as cores da bandeira nacional do Gana (vermelho, amarelo e verde) e decorações alusivas a alguns elementos clássicos da cultura africana. |
| 2010   | Jabulani Angola | Adidas   |        | O estilo do desenho é semelhante ao da Adidas Jabulani utilizada na Copa do Mundo FIFA de 2010, mas com as cores da Bandeira de Angola (vermelho, amarelo e preto).                                                                         |

### Torneio Olímpico de Futebol
Segue uma tabela com as bolas oficiais do torneio olímpico de futebol desde os jogos de Los Angeles, em 1984.
| Edição | Bola oficial              | Produtor | Imagem | Descrição |
| ------ | ------------------------- | -------- | ------ | --- |
| 1984   | Tango Sevilla             | Adidas   |        | Mesmas características da Tango. |
| 1992   | Etrusco                   | Adidas   |        | |
| 1996   | Questra Olympia           | Adidas   |        | Mesmas características da Questra |
| 2000   | Gamarada                  | Adidas   |        | Similar à Terrestra Silverstream, mas de cor vermelha |
| 2004   | Pelias                    | Adidas   |        | |
| 2008   | Teamgeist 2 Magnus Moenia | Adidas   |        | Similar à +Teamgeist, mas com um padrão de pintura do perímetro interno do desenho curvilíneo na cor vermelha. Em sua superfície foi impressa também o nome do país anfitrião dos jogos, no caso a China em caracteres chineses dourados. |

## Cultura popular

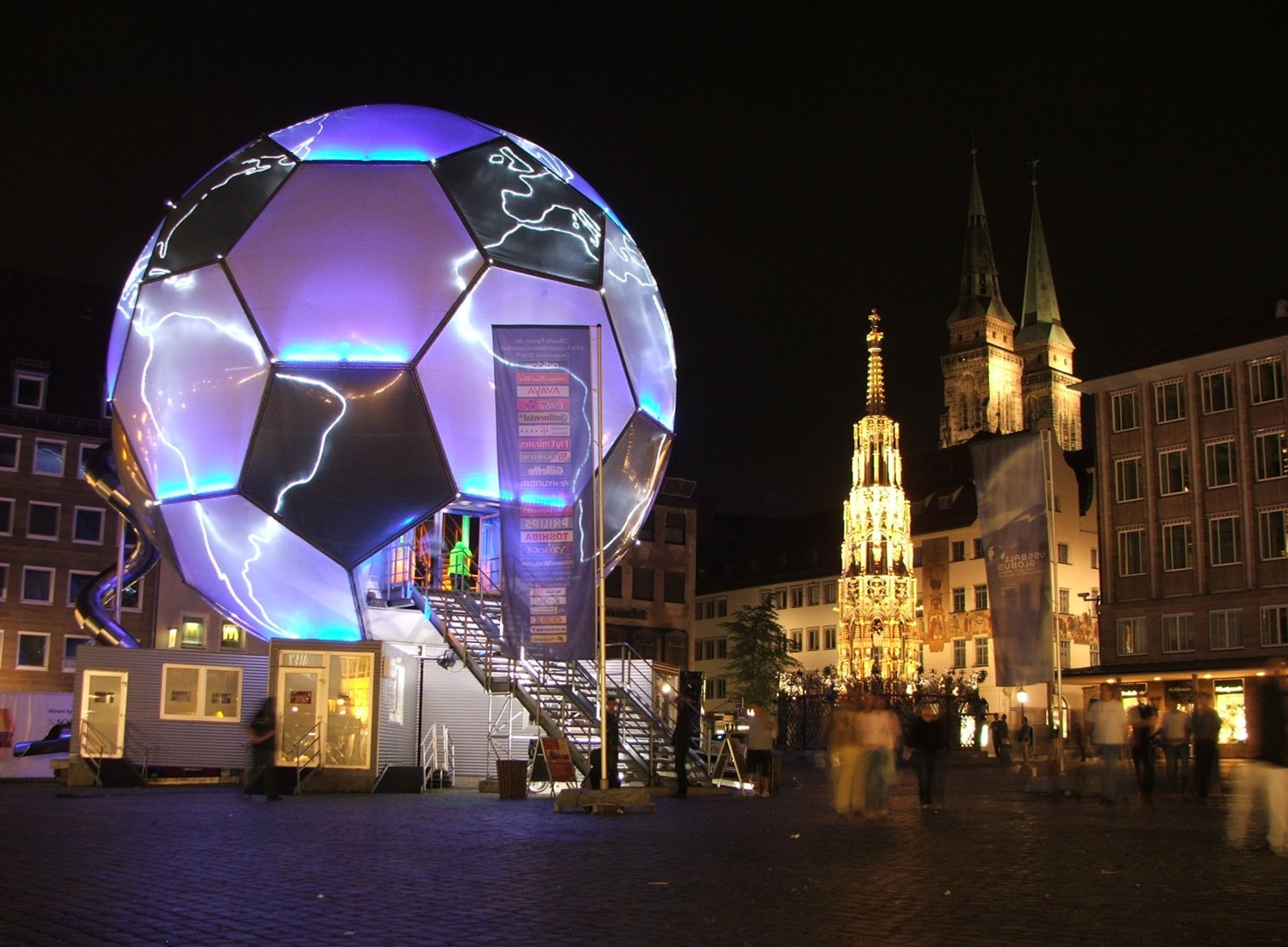
O Fußball Globus em Nuremberga.

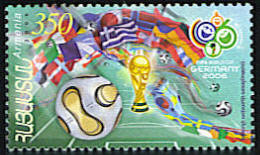
Selo armênio alusivo à Copa de 2006 com a figura da bola +Teamgeist Berlin em primeiro plano

A bola é certamente o maior símbolo do futebol, sendo largamente reconhecida como ícone do esporte. Sua representação artística mais comum na atualidade é a da bola Adidas Telstar usada na copa de 1970. No Brasil, a bola é o brinquedo que todo garoto ganha, antes mesmo de dar os primeiros passos. O maior fabricante de brinquedos do país produz mais de 1 milhão de bolas não oficiais por ano. Contudo essa influência não ocorre apenas no Brasil, sendo uma manifestação recorrente no mundo.
Nome de premiações
Alguma da principais premiações relacionadas ao futebol levam nomes como:
- Bola de Ouro (Brasil) e Bola de Prata - premiação anual do futebol brasileiro, criada em 1970 pela revista Placar e mantida até hoje, para os melhores jogadores do Campeonato Brasileiro de Futebol. O prêmio foi idealizado pelos jornalistas Michel Laurence e Manoel Motta.[35]
- Ballon d'Or (no original em francês) - prêmio de futebol, criado pela revista francesa, France Football. Foi conhecido mundialmente como o Futebolista Europeu do Ano. Foi extinto em 2010.
- Bola de Ouro da FIFA - premiação realizada anualmente para apontar o futebolista e o treinador de futebol, de ambos os sexos, com melhor desempenho no ano anterior. Foi criada em 2010, e derivou-se da junção dos prêmios Melhor jogador do mundo da FIFA e Ballon d'Or.[36][37]

Expressões populares
Diversas expressões populares usadas no Brasil estão relacionadas ao futebol e, significativa parte dessas usa a expressão bola como, por exemplo, em “Bater bola” (Jogar futebol), “Comer bola” (cometer erro por distração. falar ou fazer algo inconveniente sem perceber ou então, vacilar, deixar alguma chance passar ou ser enganado), “Estar com a bola toda (ou cheia)” (ter prestígio), ser “bom de bola” (jogar bem futebol), “dar bola” (dar confiança a alguém), “chutar uma questão” (quando é marcada aleatoriamente uma opção em uma prova) entre outras.
Música popular
Por ter uma forte influência cultural, o futebol e, conseqüentemente seu maior símbolo, a bola, estão amplamente presentes em manifestações artíticas como a música, por exemplo. Seja como tema de publicações que relatam a ligação dessas atividades o seja como, por exemplo, tema e título de músicas como na música “Beto Bom de Bola” de Sérgio Ricardo;
Ou na música é uma partida de futebol do Skank que foi incluída no disco oficial da Copa do Mundo de 1998 chamado Music of the World Cup: Allez! Ola! Ole!
| “ | (...) Bola na trave não altera o placar/ Bola na área sem ninguém pra cabecear/ Bola na rede pra fazer o gol/ Quem não sonhou em ser um jogador de futebol? (...) | ” |

Filatelia
Outra manifestação dessa influência é a filatelia. Muitos selos são lançados sobre a bola de futebol e sua história.
Numismática
Outro exemplo está na numismática. Diversas moedas foram cunhadas por diversos países tendo o futebol e seu símbolo máximo, a bola, como estampa.

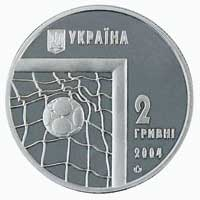
Moeda ucraniana de 2004 com uma bola de futebol

## Controvérsias

### Trabalho infantil
Em algumas nações, em particular no Paquistão, são produzidas 80% das bolas de futebol do mundo, das quais 75% só no distrito de Sialkot, onde se recorre ao trabalho infantil na fabricação, sobretudo na fase de costura. Ao longo dos anos vários associações de ativistas dos diretos humanos têm denuciado essa atividade, solicitando uma interrupção permanente. Deste modo, em 14 de fevereiro de 1997 a UNICEF e a OIT e a Câmera de Comércio de Sialkot firmaram um acordo chamado de Atlanta Agreement ("Acordo de Atlanta"), através do qual assumiu o compromisso de reformar o processo de produção de bolas, abolindo completamente a participação de menores. Até mesmo a FIFA tentou resolver a questão mas, mas, como afirma a associação, o problema do trabalho infantil em bolas de futebol é extremamente complexo e FIFA não tem nem experiência nem meios para eliminá-la sozinha.
Milhares de crianças perderam seus empregos da noite para o dia. Para tornar mais fácil o controle por parte das companhias esportivas, os grandes produtores proibiram as pessoas de trabalhar em casa e construíram oficinas de costura. O Paquistão tem agora a Associação Independente para Fiscalização do Trabalho Infantil (IMAC), que visita as fábricas regularmente e verifica os documentos dos funcionários. Para evitar suborno, um computador determina aleatoriamente a hora e o local das inspeções às fábricas.